# Hai Bình làm thủy điện
Hai Bình làm thủy điện là bộ phim điện ảnh thể loại hài của Việt Nam năm 2001, là phim điện ảnh đầu tay của Trần Lực trong vai trò đạo diễn với kịch bản chính kịch của Kiều Vượng, với các diễn viên Hải Điệp, Lê Hồng Quang, Lại Phú Đôn, Chu Phương Thảo và Nguyễn Danh Thái.

## Nội dung
Phim lấy bối cảnh tại một tỉnh phía nam miền Trung Việt Nam khoảng cuối thập niên 1990, với các địa danh giả tưởng là huyện Khe Kỳ và Hợp tác xã Vinh Sơn, nơi còn lại lượng lớn tàn dư bom đạn sau chiến tranh. 
Nghe tin huyện Khe Kỳ từ bỏ dự án thủy điện Khe Kỳ vì khu vực được chon có phát hiện hang đá dạng karst không phù hợp để chứa nước, các thiết bị mà huyện mua về cung phù hợp cho nhà máy thủy điện dạng hồ chứa. Ông Hai Bình, chủ tịch Hợp tác xã Vinh Sơn, họp cán bộ xã tìm cách che giấu người dân để hộ không phá hạ tầng đường điện của xã để bán ve chai, còn ông lên huyện mời Kỹ sư Túc về tìm nơi làm nhà máy thủy điện cho xã. Sau khi khảo sát sơ bộ, Túc xác nhận thác suối Tiên ở xã đủ điều kiện đặt một máy phát 500KW. Vì một tai nạn nhỏ khiến Túc trật khớp, ông Hai sử dụng mỹ nhân kế sắp xếp cho Hương, y sĩ thú y của xã, chăm sóc anh khiến người yêu cô là Mộc ghen tị. Với tính sĩ gái của một người đàn ông, được Hương khen ngợi và động viện khiến Túc có nỗ lực sớm hoàn thiện bản thiết kế nhà máy thủy điện.
Sau khi bản thiết hoàn thành, Hai Bình cùng Túc một số cán bộ xã cùng lên ủy ban huyện thuyết trình về dự án thủy điện. Sau khi xin được dấu xác nhận của huyện, Hai Bình và Mộc lên nhà kho của tỉnh lấy máy phát và các thiết bị cần thiết thì chứng kiến cảnh các hợp tác xã khác trong huyện đã cho người đến vơ vét thiết bị về. Hai Bình cho Tư Rận lên lấy nốt những thứ còn lại và mời các chủ nhiệm xã khác sang bàn chuyện xây nhà máy, cuộc họp thất bại vì các thiết bị và máy móc bị các vị chủ nhiệm kia đem bán ve chai hết. Hai Bình phải sử dụng biện pháp mạnh để truy thu các thiết bị này về, lúc này Túc mới nói cho ông biết họ còn thiết khá nhiều vật tư khác để làm nên một nhà máy hoàn chỉnh. Tỉnh cũng không đồng ý cung cấp những vật tư còn thiết, họ còn ra chỉ thị thu hồi các thiết bị mà xã Vinh Sơn đang giữ, xã và cán bộ xã cũng không đủ điều kiện vay tiền ngân hàng. Kế hoạch giường như đã phá sản, Túc đã hoàn thành phần việc của mình và trở về thành phố. Sau hai năm nố lực gọi vốn, cuối cùng Hai Bình đã được Tỉnh đầu tư, xây được nhà máy điện tại địa phương.

## Diễn viên
- Hải Điệp vai Hai Bình
- Lê Hồng Quang vai Túc
- Lại Phú Đôn vai Tư Rận
- Nguyễn Danh Thái vai Mộc
- Chu Phương Thảo vai Hương
- Đỗ Vân vai Hai Tuất
- Vũ Ngọc Minh vai Tư Mão
- Nguyễn Thảo vai Tư Đối
- Lê Hồng Giang vai Ve chai
- Bà Hội vai Bà Hai

## Sản xuất
Kịch bản ban đầu của bộ phim không thuộc thể loại hài.
Nghệ sĩ chèo Hải Điệp ban đầu được mời vào một vai phụ nhưng đến ngày khởi quay ông được chuyển sang đóng nhân vật chính, việc thay đổi khiến ông không kịp chuẩn bị để tìm hiểu vai diễn.

## Phát hành
Bộ phim được công chiếu ngày 22 tháng 4 năm 2001 trong dịp Đại hội Đảng, tại Hà Nội, Quảng Ninh, Lạng Sơn, Nghệ An và Huế cùng với phim tài liệu Cao nguyên đá..
Bộ phim đã được gửi đi tham dự Liên hoan phim Châu Á – Thái Bình Dương lần thứ 46 tại Jakarta vào năm 2001, cùng phim tài liệu Chốn quê và phim hoạt hình Con gà cánh tiên cũng được cử đi.

## Giải thưởng
| Năm  | Giải thưởng                       | Hạng mục         | Kết quả           | Đồng hạng               | Chú thích    |
| ---- | --------------------------------- | ---------------- | ----------------- | ----------------------- | ------------ |
| 2001 | Giải thưởng Hội Điện ảnh Việt Nam | Phim truyện nhựa | Giải Khuyến khích | Tết này ai đến xông nhà | [ 9 ] [ 10 ] |